# Мацишин Павло Богданович
Павло́ Богда́нович Маци́шин (28 червня 1983 — 6 вересня 2015) — солдат Збройних сил України, учасник російсько-української війни.

## Життєпис
Народився 1983 року в селі Радгоспне Миколаївської області, виріс в багатодітній сім'ї — з п'ятьма братами й сестрами. Після смерті батьків виховував молодшого брата-інваліда. Закінчив ЗОШ села Червона Долина Снігурівського району.
Мобілізований, солдат 3-го відділення 2-го механізованого взводу 5-ї механізованої роти, 93-тя окрема механізована бригада.
5 вересня 2015-го зазнав травми під час виконання службових обов'язків у зоні бойових дій — внаслідок нещасного випадку. Помер 6 вересня, перебуваючи в Дніпропетровській обласній лікарні ім. Мечникова.
8 вересня 2015 року похований в Радгоспному.

## Вшанування
- У селі Червона Долина Снігурівського району Миколаївської області на будівлі загальноосвітньої школи відкрито меморіальну дошку Павлу Мацишину.
- Портрет Героя розміщено на меморіалі "Стіна пам'яті полеглих за Україну" у Києві: секція 7, ряд 3, місце 44.